# Biathlon-Europameisterschaften 2015
Die 22. Biathlon-Europameisterschaften (offiziell: IBU Open European Championships Biathlon 2015) fanden vom 27. Januar bis 3. Februar 2015 im estnischen Wintersportort Otepää statt. Die Wettbewerbe wurden im Tehvandi-Skistadion und auf den umliegenden Rennstrecken ausgetragen.
Nachdem es zwischen 2009 und 2013 eine Altersbeschränkung gab und die Meisterschaften somit U-26-Weltmeisterschaften waren, konnten 2015 wieder Athleten und Athletinnen ohne Altersbeschränkung an den Start gehen. Während Russland traditionell stark auftrat und fünf der acht Titel, darunter alle vier bei den Männern, gewann, war es etwa für Deutschland Meisterschaften mit eher schlechten Ergebnissen und insgesamt nur einer mit der Frauenstaffel errungenen Medaille. Traditionell fokussierten sich eher osteuropäische Nationen auf die Europameisterschaften, während die Länder West-, Nord-, Mittel- und Südeuropas sowie Nordamerikas aufgrund der hohen Belastungen über die Saison trotz einer ansonsten rennfreien Woche eher die zweiten Mannschaften ins Rennen schickten. Die Ukraine verstärkte ihr Team für das Staffelrennen der Frauen mit ihren Weltklasse-Athletinnen.

## Ergebnisse

### Frauen
| Rang | Name                   |
| ---- | ---------------------- |
| 1    | Coline Varcin          |
| 2    | W. Nowakowska-Ziemniak |
| 3    | Jekaterina Schumilowa  |
| 4    | Tina Bachmann          |
| 5    | Iryna Kryuko           |
| 6    | Chloe Chevalier        |
| 7    | Jekaterina Jurlowa     |
| 8    | Iryna Warwynez         |
| 9    | Éva Tófalvi            |
| 10   | Julija Dschyma         |

| Rang | Name                  |
| ---- | --------------------- |
| 1    | Jekaterina Schumilowa |
| 2    | Iryna Warwynez        |
| 3    | Jekaterina Jurlowa    |
| 4    | Krystyna Guzik        |
| 5    | Nastassja Dubaresawa  |
| 6    | Iryna Kryuko          |
| 7    | Tina Bachmann         |
| 8    | Thekla Brun-Lie       |
| 9    | Anaïs Chevalier       |
| 10   | Bente Landheim        |

| Rang | Name               |
| ---- | ------------------ |
| 1    | Luminița Pișcoran  |
| 2    | Christina Rieder   |
| 3    | Jekaterina Jurlowa |
| 4    | Anaïs Chevalier    |
| 5    | Monika Hojnisz     |
| 6    | Terézia Poliaková  |
| 7    | Barbora Tomešová   |
| 8    | Susanne Hoffmann   |
| 9    | Julija Dschyma     |
| 10   | Krystyna Guzik     |

| Rang | Name                                                                          |
| ---- | ----------------------------------------------------------------------------- |
| 1    | UkraineJulija Dschyma Natalija Burdyha Walentyna Semerenko Iryna Warwynez     |
| 2    | DeutschlandAnnika Knoll Tina Bachmann Maren Hammerschmidt Karolin Horchler    |
| 3    | FrankreichAnaïs Chevalier Chloé Chevalier Julia Simon Coline Varcin           |
| 4    | PolenMonika Hojnisz Magdalena Gwizdoń W. Nowakowska-Ziemniak Krystyna Guzik   |
| 5    | BelarusIryna Kryuko Nastassja Dubaresawa Darja Jurkewitsch Anastassija Kalina |

### Männer
| Rang | Name                 |
| ---- | -------------------- |
| 1    | Alexei Slepow        |
| 2    | Lars Helge Birkeland |
| 3    | Antonin Guigonnat    |
| 4    | Andreas Dahlø Wærnes |
| 5    | Vegard Gjermundshaug |
| 6    | Wladimir Iliew       |
| 7    | Baptiste Jouty       |
| 8    | Krassimir Anew       |
| 9    | Serhij Semenow       |
| 10   | Andrejs Rastorgujevs |

| Rang | Name                 |
| ---- | -------------------- |
| 1    | Alexei Slepow        |
| 2    | Krassimir Anew       |
| 3    | Anton Babikow        |
| 4    | Lars Helge Birkeland |
| 5    | Florian Graf         |
| 6    | Antonin Guigonnat    |
| 7    | Uladsimir Tschapelin |
| 8    | Christoph Stephan    |
| 9    | Jury Ljadau          |
| 10   | Andrejs Rastorgujevs |

| Rang | Name                 |
| ---- | -------------------- |
| 1    | Alexei Wolkow        |
| 2    | Serhij Semenow       |
| 3    | Wladimir Iliew       |
| 4    | Krassimir Anew       |
| 5    | Lars Helge Birkeland |
| 6    | Artem Tyschtschenko  |
| 7    | Florian Graf         |
| 8    | Anton Babikow        |
| 9    | Matwei Jelissejew    |
| 10   | Roland Lessing       |

| Rang | Name                                                                                     |
| ---- | ---------------------------------------------------------------------------------------- |
| 1    | RusslandAlexei Wolkow Anton Babikow Alexander Petschonkin Alexei Slepow                  |
| 2    | UkraineArtem Tyschtschenko Serhij Semenow Artem Pryma Dmytro Pidrutschnyj                |
| 3    | NorwegenHaavard Bogetveit Andreas Dahlø Wærnes Vegard Gjermundshaug Lars Helge Birkeland |
| 4    | BelarusUladsimir Tschapelin Dsmitryj Dsjuschau Dsmitryj Abascheu Jury Ljadau             |
| 5    | DeutschlandMatthias Bischl Florian Graf Johannes Kühn Christoph Stephan                  |

### Medaillenspiegel
Stand nach 8 von 8 Wettkämpfen
| Platz | Land        | Gold | Silber | Bronze | Gesamt |
| ----- | ----------- | ---- | ------ | ------ | ------ |
| 1     | Russland    | 5    | 0      | 4      | 9      |
| 2     | Ukraine     | 1    | 3      | 0      | 4      |
| 3     | Frankreich  | 1    | 0      | 2      | 3      |
| 4     | Rumänien    | 1    | 0      | 0      | 1      |
| 5     | Norwegen    | 0    | 1      | 1      | 2      |
| 5     | Bulgarien   | 0    | 1      | 1      | 2      |
| 7     | Deutschland | 0    | 1      | 0      | 1      |
| 7     | Polen       | 0    | 1      | 0      | 1      |
| 7     | Österreich  | 0    | 1      | 0      | 1      |

## Juniorenrennen

### Juniorinnen
| Rang | Name                    |
| ---- | ----------------------- |
| 1    | Anastassija Merkuschyna |
| 2    | Dunja Zdouc             |
| 3    | Uljana Kaischewa        |
| 4    | Natalja Gerbulowa       |
| 5    | Julia Simon             |
| 6    | Julija Schurawok        |
| 7    | Julia Schwaiger         |
| 8    | Wiktorija Sliwko        |
| 9    | Susanna Kurzthaler      |
| 10   | Mariya Kruchowa         |

| Rang | Name                    |
| ---- | ----------------------- |
| 1    | Anastassija Merkuschyna |
| 2    | Uljana Kaischewa        |
| 3    | Dunja Zdouc             |
| 4    | Wiktorija Sliwko        |
| 5    | Julija Schurawok        |
| 6    | Julia Schwaiger         |
| 7    | Anna Magnusson          |
| 8    | Julia Simon             |
| 9    | Jelisaweta Beltschenko  |
| 10   | Lena Arnaud             |

| Rang | Name                    |
| ---- | ----------------------- |
| 1    | Wiktorija Sliwko        |
| 2    | Dunja Zdouc             |
| 3    | Julija Schurawok        |
| 4    | Jessica Jislová         |
| 5    | Uljana Kaischewa        |
| 6    | Gabriele Lescinskaite   |
| 7    | Anastassija Merkuschyna |
| 8    | Tuuli Tomingas          |
| 9    | Julia Simon             |
| 10   | Kinga Mitoraj           |

### Junioren
| Rang | Name                 |
| ---- | -------------------- |
| 1    | Fabien Claude        |
| 2    | Eduard Latypow       |
| 3    | Alexander Dedjuchin  |
| 4    | Alexander Powarnizyn |
| 5    | Rene Zahkna          |
| 6    | Aristide Bègue       |
| 7    | Mateusz Janik        |
| 8    | Adam Václavík        |
| 9    | Wiktor Tretjakow     |
| 10   | Maksym Iwko          |

| Rang | Name                 |
| ---- | -------------------- |
| 1    | Eduard Latypow       |
| 2    | Rene Zahkna          |
| 3    | Alexander Powarnizyn |
| 4    | Fabien Claude        |
| 5    | Maksym Iwko          |
| 6    | Alexander Dedjuchin  |
| 7    | Adam Václavík        |
| 8    | Wiktor Tretjakow     |
| 9    | Mateusz Janik        |
| 10   | Aristide Bègue       |

| Rang | Name                 |
| ---- | -------------------- |
| 1    | Aristide Bègue       |
| 2    | Rene Zahkna          |
| 3    | Maksym Iwko          |
| 4    | Dmitri Schamajew     |
| 5    | Stefan Mair          |
| 6    | Alexander Powarnizyn |
| 7    | Adam Václavík        |
| 8    | Felix Cottet Puinel  |
| 9    | Anton Myhda          |
| 10   | Heikki Laitinen      |

### Mixed
| Mixed-Staffel |                                                                                 |
| \| Rang \| Name \| \| ---- \| ------------------------------------------------------------------------------- \| \| 1 \| RusslandUljana Kaischewa Wiktorija Sliwko Dmitri Schamajew Alexander Powarnizyn \| \| 2 \| FrankreichEmily Battendier Lena Arnaud Aristide Bègue Fabien Claude \| \| 3 \| UkraineAnastassija Merkuschyna Julija Schurawok Maksym Iwko Anton Myhda \| \| 4 \| ÖsterreichSimone Kupfner Julia Schwaiger Felix Leitner Stefan Mair \| \| 5 \| EstlandMeril Beilmann Tuuli Tomingas Johan Talihaerm Rene Zahkna \| |                                                                                 |
| Rang | Name                                                                            |
| 1 | RusslandUljana Kaischewa Wiktorija Sliwko Dmitri Schamajew Alexander Powarnizyn |
| 2 | FrankreichEmily Battendier Lena Arnaud Aristide Bègue Fabien Claude             |
| 3 | UkraineAnastassija Merkuschyna Julija Schurawok Maksym Iwko Anton Myhda         |
| 4 | ÖsterreichSimone Kupfner Julia Schwaiger Felix Leitner Stefan Mair              |
| 5 | EstlandMeril Beilmann Tuuli Tomingas Johan Talihaerm Rene Zahkna                |

### Medaillenspiegel Junioren
Stand nach 7 von 7 Wettkämpfen
| Platz | Land       | Gold | Silber | Bronze | Gesamt |
| ----- | ---------- | ---- | ------ | ------ | ------ |
| 1     | Russland   | 3    | 2      | 3      | 8      |
| 2     | Frankreich | 2    | 1      | 0      | 3      |
| 3     | Ukraine    | 2    | 0      | 3      | 5      |
| 4     | Österreich | 0    | 2      | 1      | 3      |
| 5     | Estland    | 0    | 2      | 0      | 2      |